# Mieczysław Broński-Warszawski
Mieczysław Broński-Warszawski (ros. Мечислав Генрихович Бронский (Варшавский), ur. 23 lipca 1882 w Łodzi, zm. 1 września 1938 w Kommunarce) – działacz polskiego i rosyjskiego ruchu komunistycznego, radziecki polityk.

## Życiorys
W 1902 wstąpił do SDKPiL, ukończył studia w Instytucie Politechnicznym w Monachium, od 1906 działał w SDPRR, 1917 był propagandzistą KC SDPRR(b). 12 lutego 1918 został zastępcą ludowego komisarza handlu i przemysłu RFSRR, od 18 marca do 13 listopada 1918 był tymczasowym ludowym komisarzem handlu i przemysłu RFSRR, od 16 stycznia do 1 marca 1922 przedstawicielem dyplomatycznym RFSRR w Austrii, później przedstawicielem handlowym RFSRR w Austrii. W 1924 został członkiem Kolegium Ludowego Komisariatu Finansów ZSRR, następnie członkiem Kolegium Ludowego Komisariatu Handlu Zagranicznego ZSRR, potem do września 1937 był starszym pracownikiem naukowym Instytutu Ekonomii Akademii Nauk ZSRR; miał tytuł profesora. 9 września 1937 został aresztowany, 1 września 1938 skazany na śmierć przez Wojskowe Kolegium Sądu Najwyższego ZSRR pod zarzutem udziału w kontrrewolucyjnej organizacji terrorystycznej i rozstrzelany. 21 lipca 1956 pośmiertnie zrehabilitowany.

## Rodzina
Miał córkę Wandę, a z niemiecką komunistką Susanne Leonhard (1895–1984) syna Wolfganga (1921–2014), współpracownika Komitetu „Wolne Niemcy”, działacza propagandy w NRD, potem uciekiniera i uznanego sowietologa.